# أنطون شويرتزر
أنطون شويرتزر (بالألمانية: Anton Schweitzer) هو موزع وملحن ألماني، ولد في 6 يونيو 1735 في كوبورغ في ألمانيا، وتوفي في 23 نوفمبر 1787 في غوتا في ألمانيا.

## وصلات خارجية
- أنطون شويرتزر على موقع ميوزك برينز (الإنجليزية)